# Serghei Mureico
Serghei Mureico (n. 2 iulie 1970, Chișinău, URSS) este un luptător din Republica Moldova, medaliat cu bronz la Atlanta 1996.

## Biografie
Serghei Mureico s-a născut la data de 2 iulie 1970 în municipiul Chișinău. La sfârșitul anilor '80, a făcut parte din lotul de lupte greco-romane al URSS, fiind campion european de cadeți și tineret.
După destrămarea URSS, devine membru al delegației Republicii Moldova, fiind multiplu campion național. A fost medaliat la numeroase concursuri internaționale de lupte greco-romane, categoria supergrea, cum ar fi:
- Campionatul Mondial
- medalia de argint (1993, 1995)
- medalia de bronz (1999)
- Campionatul European 
- medalia de argint (2000)
- medalia de bronz (1993, 1995, 1996, 1998, 2001, 2004)
Anii '90 ai secolului al XX-lea au fost dominați de către rusul Alexandr Karelin, liderul de necontestat al categoriei supergrea din cadrul luptelor greco-romane.
Serghei Mureico a participat la Atlanta 1996, obținând medalia de bronz la cat. 100–130 kg (supergrea). Prin Decretul nr. 254/4 septembrie 1996, președintele Mircea Snegur l-a decorat cu Ordinul Republicii "în semn de înaltă prețuire a meritelor deosebite în dezvoltarea sportului și a mișcării olimpice naționale, pentru succese remarcabile obținute la ediția a XXVI-a a Jocurilor Olimpice de Vară de la Atlanta". I s-a decernat titlul de maestru al sportului la luptele greco-romane.
În anul 1997 devine membru al echipei Bulgariei.